# Protocryphia flaviguttata
Protocryphia flaviguttata är en fjärilsart som beskrevs av Augustus Radcliffe Grote 1882. Protocryphia flaviguttata ingår i släktet Protocryphia och familjen nattflyn. Inga underarter finns listade i Catalogue of Life.